# Município de Williamsfield (condado de Ashtabula, Ohio)
O município de Williamsfield (em inglês: Williamsfield Township) é um município localizado no condado de Ashtabula no estado estadounidense de Ohio. No ano de 2010 tinha uma população de 1.645 habitantes e uma densidade populacional de 24,87 pessoas por km².

## Geografia
O município de Williamsfield encontra-se localizado nas coordenadas 41° 32′ 18″ N, 80° 33′ 39″ O. Segundo a Departamento do Censo dos Estados Unidos, o município tem uma superfície total de 66.15 km², da qual 64,28 km² correspondem a terra firme e (2,83 %) 1,87 km² é água.

## Demografia
Segundo o censo de 2010, tinha 1.645 habitantes residindo no município de Williamsfield. A densidade populacional era de 24,87 hab./km². Dos 1.645 habitantes, o município de Williamsfield estava composto pelo 96,66 % brancos, o 1,34 % eram afroamericanos, o 0,18 % eram amerindios, o 0,36 % eram asiáticos, o 0,12 % eram de outras raças e o 1,34 % eram de uma mistura de raças. Do total da população o 0,49 % eram hispanos ou latinos de qualquer raça.